# NGC 4232
NGC 4232 је спирална галаксија у сазвежђу Ловачки пси која се налази на NGC листи објеката дубоког неба.
Деклинација објекта је + 47° 26' 20" а ректасцензија 12h 16m 49,0s. Привидна величина (магнитуда) објекта NGC 4232 износи 13,7 а фотографска магнитуда 14,5. NGC 4232 је још познат и под ознакама UGC 7303, MCG 8-22-93, CGCG 243-59, IRAS 12143+4743, PGC 39353.